# Canefield
Canefield is een stad aan de Dominicaanse westkust. Het is de grootste stad in de parochie van Saint-Paul, en de op twee na grootste stad van het land. Een van de twee luchthavens van Dominica, de luchthaven Canefield, bevindt zich in deze plaats.